# Ernst Lecher
Ernst Lecher (1. června 1856, Vídeň – 19. července 1926, Vídeň) byl rakouský fyzik. Ernst Lecher byl od roku 1891 do roku 1895 profesorem v Innsbrucku, později v Praze a od roku 1909 ve Vídni. Pracoval na kalorimetru a dalších vědeckých pracích.

## Biografie
Lecher byl synem novináře a spisovatele Konrada Zachariase Lechera (1829–1905), vydavatele a šéfredaktora vídeňských novin Neue Freie Presse, a bratrem právníka a politika Otto Lechera (1861–1939). Po ukončení akademického gymnázia ve Vídni studoval Ernst Lecher fyziku na Vídeňské univerzitě, v roce 1879 promoval na Univerzitě v Innsbrucku.

## Práce
- Studie o elektrické rezonanci, Wied. Anm. 41 (1890) p. 850
- Učebnice fyziky pro medicínu, biologii a psychologii (Lehrbuch der Physik für Mediziner, Biologen und Psychologen), 1912 (3. Aufl. 1919, 4. Aufl. 1921, 5. Aufl. 1928)